# Allianz
Allianz je njemačka financijska tvrtka sa sjedištem u Münchenu. 
Osnovne djelatnosti Allianza su osiguranje i upravljanje imovinom. Od 2014. godine, to je najveće svjetsko osiguravajuće društvo, najveća tvrtka za financijske usluge i najveća tvrtka prema kompozitnoj mjeri magazina Forbes, kao i najveća tvrtka za financijske usluge, mjerena prihodima iz 2013. godine. Tvrtka je sastavnica burzovnog indeksa Euro Stoxx 50.
Allianz je prodao Dresdner Banku novom vlasniku Commerzbanki u studenom 2008. Kao rezultat ove transakcije, Allianz je stekao udjel u kontroliranom vlasništvu od 14 posto u novoj Commerzbanki.
Allianz AG je osnovan u Berlinu 5. veljače 1890. Zajedničko društvo bilo je navedeno u berlinskom trgovačkom registru pod imenom Allianz Versicherungs-Aktiengesellschaft. Prvi Allianzovi proizvodi bili su osiguranja na moru i prilikom nesreća samo za područje Njemačke, ali već 1893. Allianz je otvorio svoju prvu međunarodnu poslovnicu u Londonu, čija je prva svrha bila da omogući osiguranje na moru njemačkoj klijenteli koja traži pokrivenost i u inozemstvu.